# 朱尔·阿杜安-芒萨尔

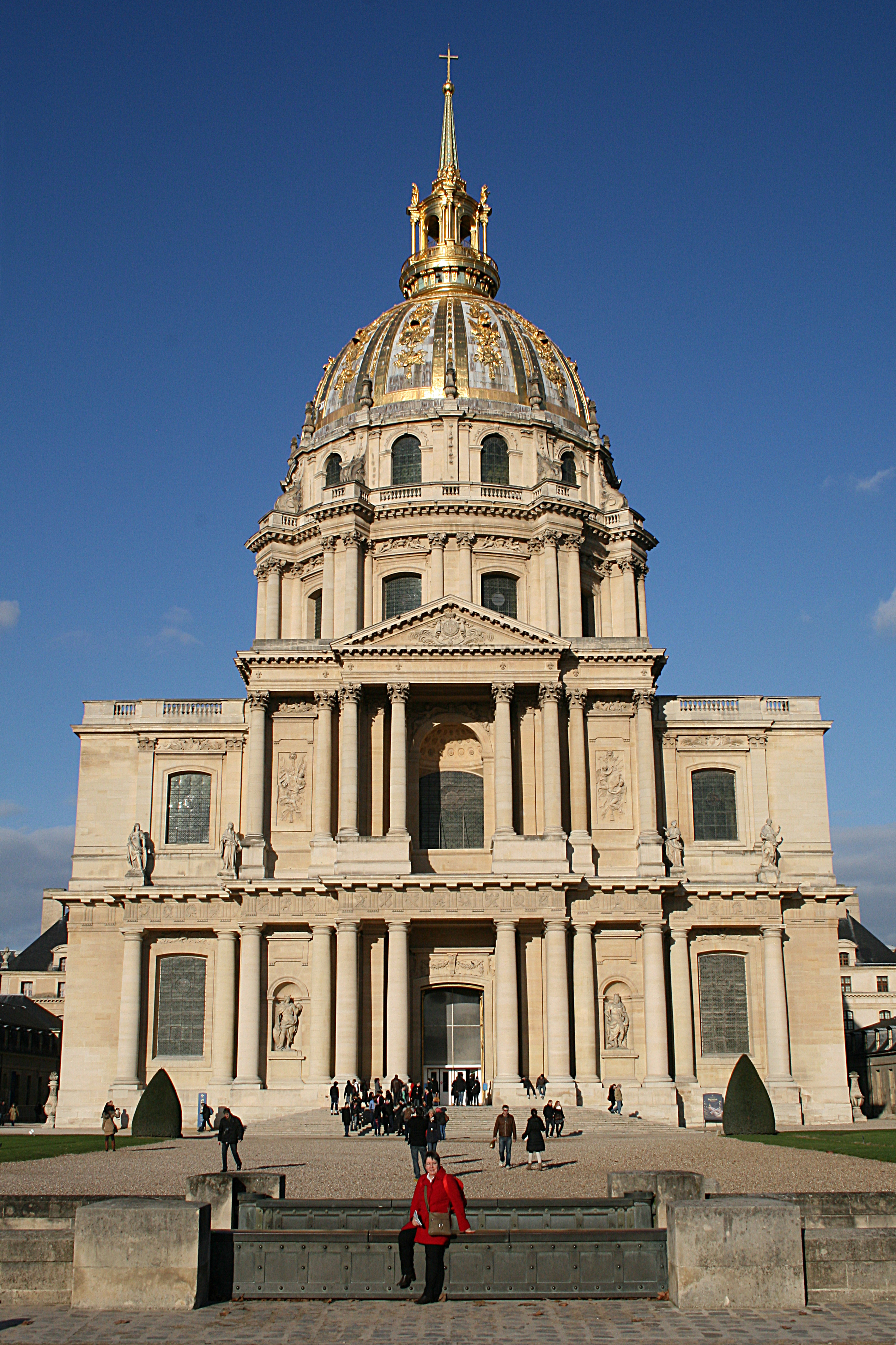
荣军院

朱尔·阿杜安-芒萨尔（法語：Jules Hardouin Mansart，法語發音：[ʒyl aʁdwɛ̃ mɑ̃saʁ]；1646年4月16日—1708年3月11日），活动于17世纪后期至18世纪初期的欧洲法国建筑师。他的作品被认为是法国巴洛克建筑的先端，亦为法国君主路易十四时代最为伟大的艺术家之一。出生于法国巴黎，幼年即开始建筑学习，17世纪后期开始建筑设计，参加设计与建造了如凡尔赛宫等多部著名的建筑作品，在当时的法国与欧洲均享有盛誉。